# Parabaculum laevigatum
Parabaculum laevigatum är en insektsart som beskrevs av Chen, S.C. och P.Y. Zhang 2008. Parabaculum laevigatum ingår i släktet Parabaculum och familjen Phasmatidae. Inga underarter finns listade i Catalogue of Life.